# Primicias
Primicias é uma telenovela argentina produzida pela Pol-ka Producciones e exibida pelo Canal 13 entre 3 de janeiro de 2000 e 24 de novembro de 2000.

## Elenco
- Arturo Puig - Antonio Paz
- Araceli González - Mina Carbonell
- Gustavo Garzón - Pablo Molina
- Juan Carlos Mesa - Américo Baigorria
- Pablo Rago - Fernando Álvarez Bisoni
- Juan Darthés - Manuel Révora
- María Valenzuela - Verónica Amore
- Roberto Carnaghi - Miguel di Nardo
- Raúl Rizzo - Carlos Armill
- Florencia Raggi - Alejandra Casanova
- Gabriela Toscano - Victoria Yáñez
- Roberto Pettinato - Daniel Vittino